# Dobricz (gmina)
Dobricz (bułg.: Община Добрич)  − gmina w północno-wschodniej Bułgarii, w obwodzie Dobricz.

## Miejscowości
Jedyną miejscowością gminy Dobricz jest miasto Dobricz (bułg.: Добрич).